# NGC 6055
NGC 6055 (również PGC 57076 lub UGC 10191) – galaktyka soczewkowata (SB0), znajdująca się w gwiazdozbiorze Herkulesa. Odkrył ją Lewis A. Swift 8 czerwca 1886 roku.
Identyfikacja obiektu NGC 6055 nie jest pewna. Według niektórych astronomów, Swift zaobserwował wtedy położoną bardziej na wschód galaktykę PGC 57090 (identyfikowaną przez większość katalogów jako NGC 6053 i NGC 6057).